# Müslüm Maqomayev (Komponist)
Müslüm Məhəmmäd oğlu Maqomayev (russisch Абду́л-Мусли́м Магоме́т оглы Магома́ев; * 18. September 1885 in Grosny, Russisches Kaiserreich; † 28. Juli 1937 in Naltschik, Kabardino-Balkarische Autonome Sozialistische Sowjetrepublik, Sowjetunion) war ein aserbaidschanischer Komponist und Dirigent.

## Leben und Werk
Müslüm Maqomayevs Vater war Schmied. Schon in seiner Kindheit spielte er Volksmusik und erlernte das Akkordeonspiel. Er besuchte von 1899 bis 1904 das Lehrerseminar in Gori. Hier lernte er den gleichaltrigen Üzeyir Hacıbəyov kennen. Maqomayev zeigte großes Interesse an Musik. Er erlernte Violine und Oboe. Als Geiger war er eine der Stützen des Orchesters des Seminars, welches er auch als Dirigent leitete. Daneben fertigte er schon erste musikalische Kompositionen an. Von 1905 bis 1911 unterrichtete er im Nordkaukasus und in Lənkəran. In dieser Zeit gründete er einen Chor, ein Blas- und ein Streichorchester sowie eine Theatergruppe. 1911 ging er auf den Rat Hacıbəyovs nach Baku, unterrichtete in Sabunçu und arbeitete als Geiger im Operntheater. Er wurde einer der engsten Berater Hacıbəyovs und widmete sich wie dieser der Entwicklung eines aserbaidschanischen Musiktheaters. Das Verhältnis zu Hacıbəyov wurde noch enger als beide Schwestern Ali Teregulovs, eines gleichaltrigen Bekannten aus der Zeit in Tiflis, ehelichten. Maqomayev heiratete Badiguljamal Teregulova und Hacıbəyov Maleyke Khanum Teregulova. Ab 1912 dirigierte er Opernaufführungen und wurde so einer der ersten Operndirigenten Aserbaidschans. Auch selbst schuf er Werke für das Musiktheater. So 1916 die Oper Şah İsmayıl. Neben den sinfonischen Werken Azərbaycan çöllərində, Azad olunmuş Azərbaycan qadınının rəqsi, Dərviş, Marş RV-8 und Şəlalə, schrieb er auch kammermusikalische Werke. Zusammen mit Hacıbəyov veröffentlichte er 1927 die Volksliedsammlung Azərbaycan türk el nəğmələri und steuerte ungefähr 300 Lieder und Tänze dazu bei. Sein organisatorisches Talent ermöglichte ihm nach den Veränderungen durch die Russische Revolution Karriere zu machen. Von 1921 bis 1924 Leiter der Kunstabteilung des aserbaidschanischen Volkskommissariats für Bildung. Von 1924 bis 1929 war er Leiter und Dirigent des Aserbaidschanischen Staatlichen Akademischen Opern- und Balletthauses. Ab 1929 war er und Leiter der Musikabteilung des aserbaidschanischen Rundfunkzentrums. 1935 wurde seine Oper Nərgiz mit Erfolg aufgeführt und ihm wurde der Ehrentitel Verdienter Künstler der Aserbaidschanischen Sozialistischen Sowjetrepublik verliehen. Die satirische, musikalische Komödie Xoruz bəy und das Ballett Dali Mukhtar wurden aufgeführt. Eine Oper blieb unvollendet.
Die Staatliche Philharmonische Gesellschaft Aserbaidschans ist nach ihm benannt. Er wurde auf dem Ehrenfriedhof Fəxri Xiyaban in Baku bestattet. Sein Enkel, der Sänger Müslüm Maqomayev, wurde nach ihm benannt.